# Mladá Vožice
Mladá Vožice es una ciudad de la República Checa, en la región de Bohemia Meridional, situada 80 km al sureste de Praga. Tiene la superficie de 36,35 km² y contaba con 2 725 habitantes según el censo del año 2016. 

## Historia
La ciudad surgió alrededor de un castillo auténtico como una granja y fortaleza real. A principios de la regencia de Carlos IV de Luxemburgo se menciona como una ciudad con dos iglesias. Después pertenecía a la propiedad de varias casas y una de ellas, la de Pacov, le ganó su escudo. Se desarrolló de un sello con la torre y dos escudos de los nobles.

## Monumentos
- La iglesia barroca de San Martín está en la plaza mayor
- El palacio construido en los años 1570–1603, después reconstruido en el estilo barroco. En el año 1946 fue confiscado y en su interior se instaló la fábrica de Koh-i-Noor Hardtmuth.[2] Actualmente no está abierto al público y está en mala condición, parcialmente debido a restituciones desafortunadas.
- La Capilla de Asunción de María está situada en la colina encima de la ciudad en el lugar del antiguo castillo, derribado durante las Guerras husitas en el año 1425. En 1646 la dejó construir el propietario de la finca, Krištof Karel Přehořovský de Kvasejovice.[3] A la capilla se va por un vía crucis.
- A 2 km de la ciudad se encuentran las ruinas del castillo Šelmberk, del que queda más o menos solo una torre redonda. El lugar se puede visitar gratis pero la torre se puede ascender solo en las horas de abrir.

## Galería

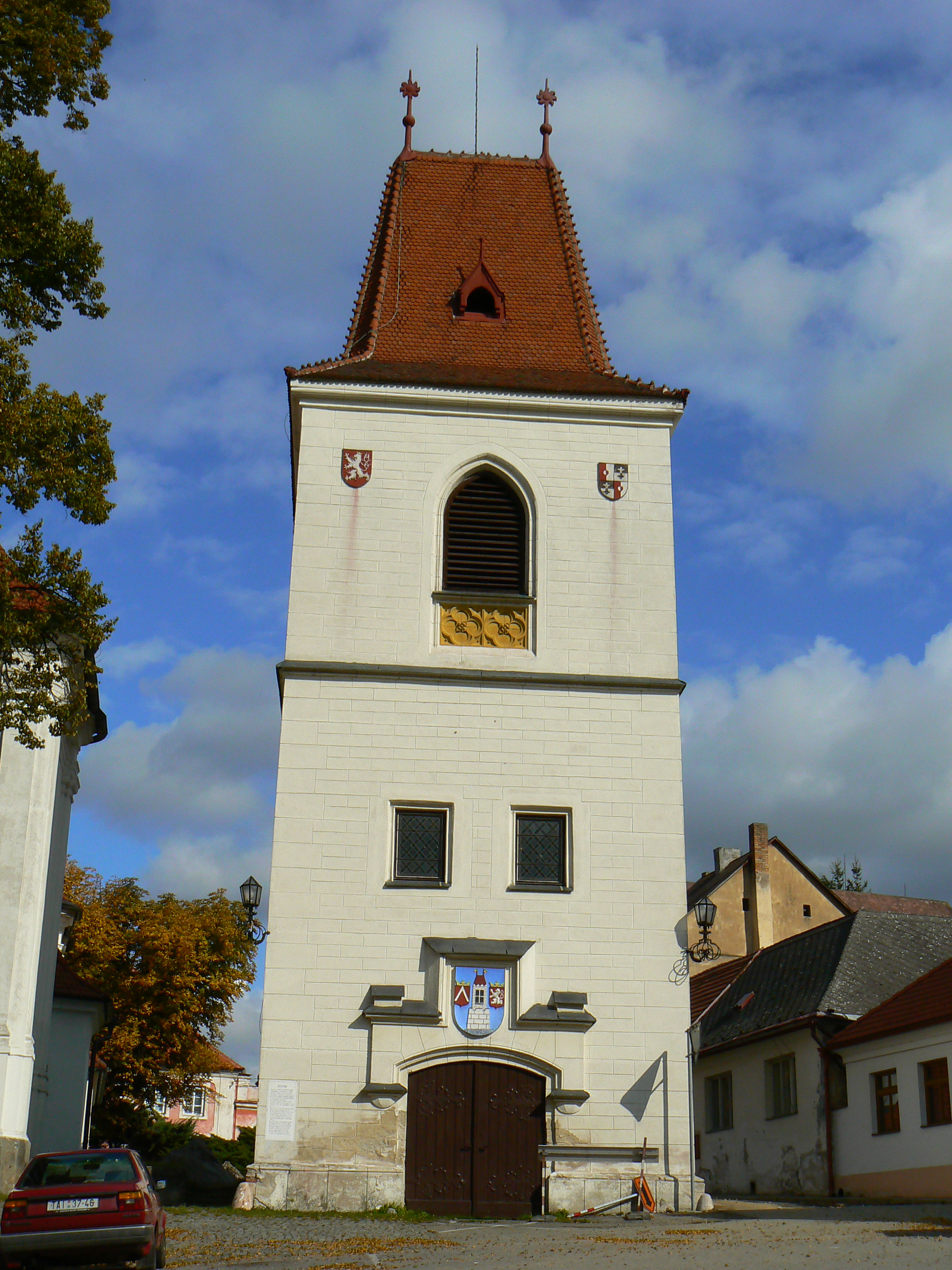
Campanario en la plaza mayor con el escudo de la ciudad
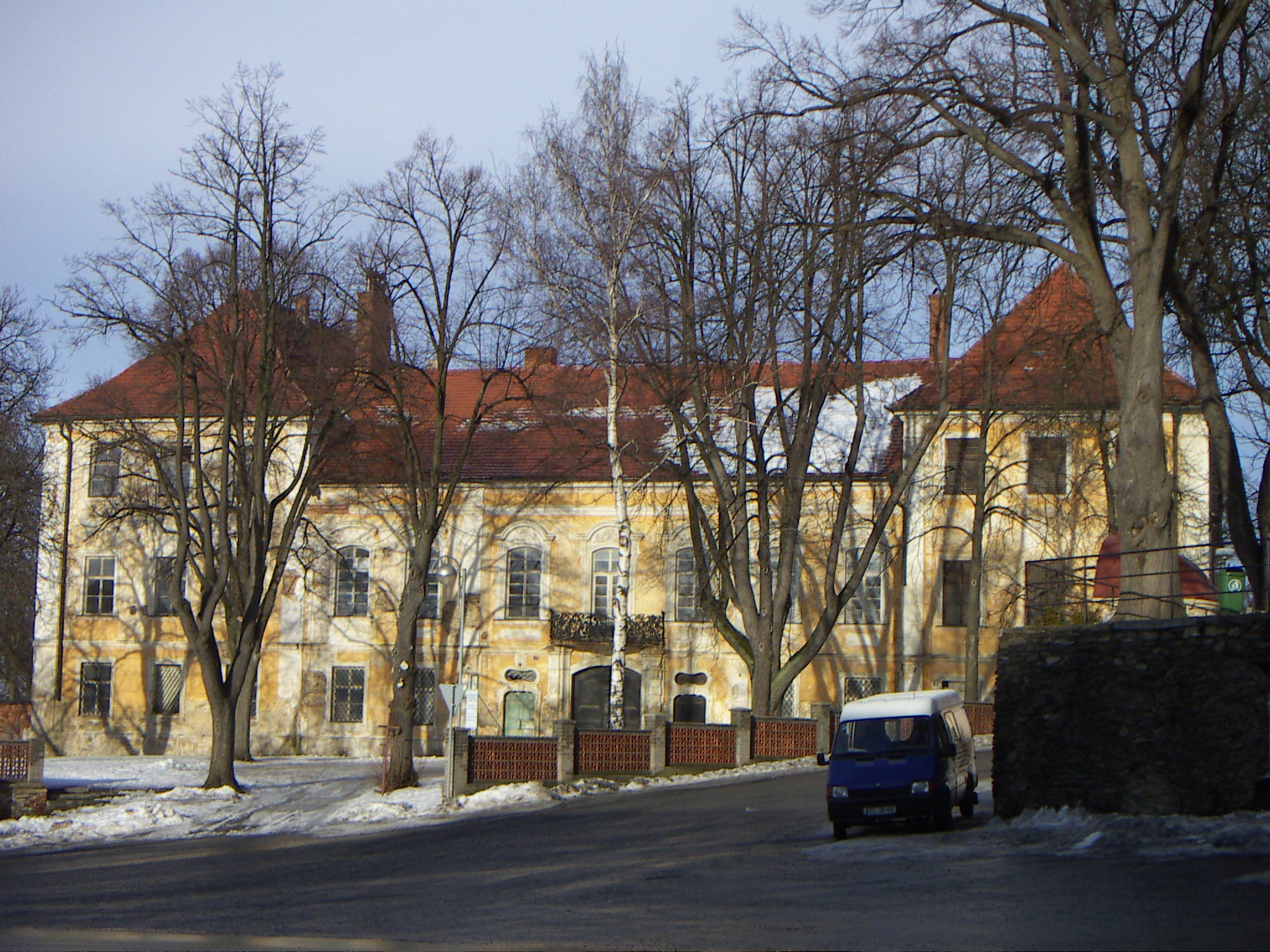
Palacio en la plaza mayor
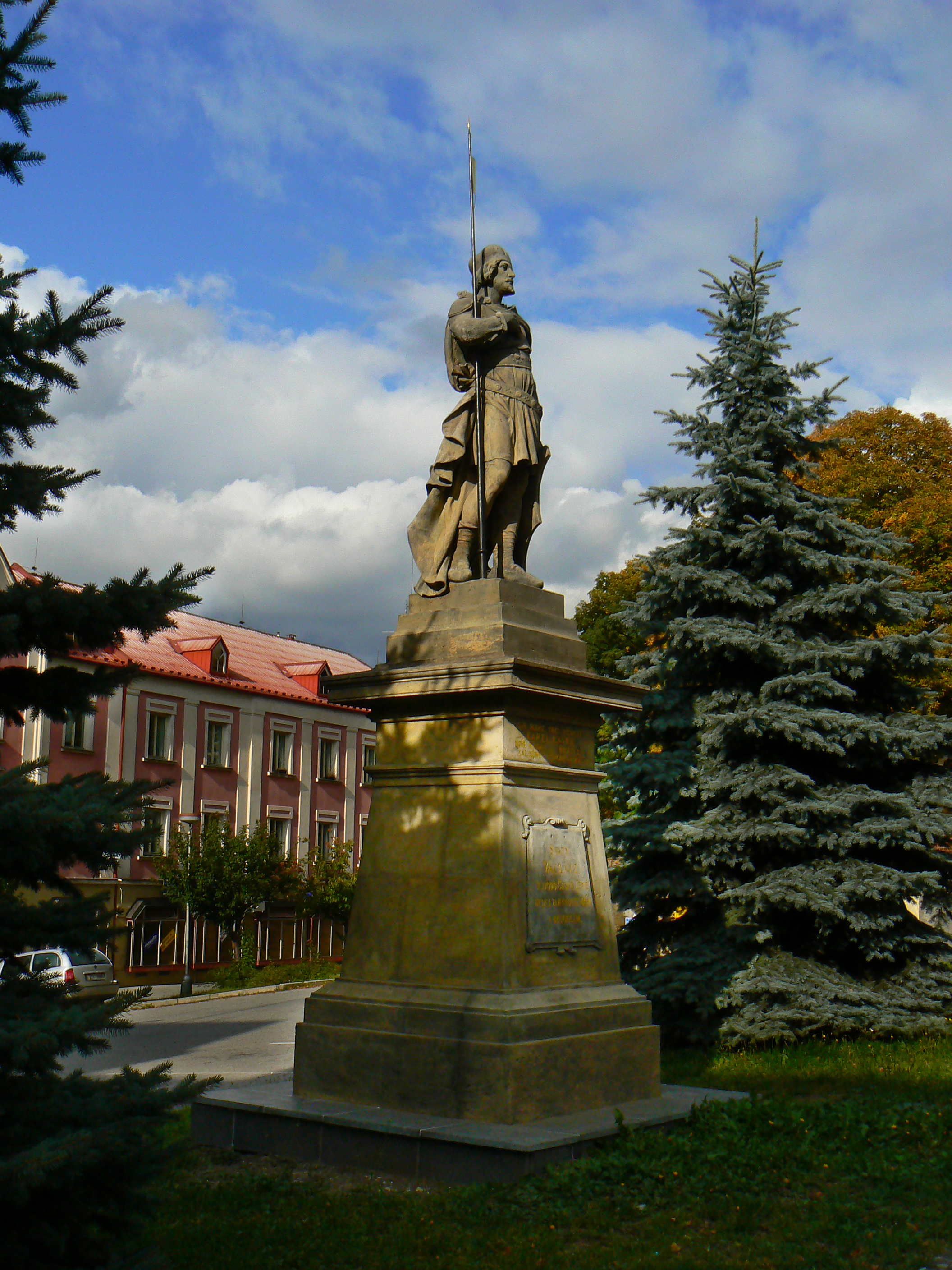
Estatua de San Wenceslao en la Plaza Žižkovo
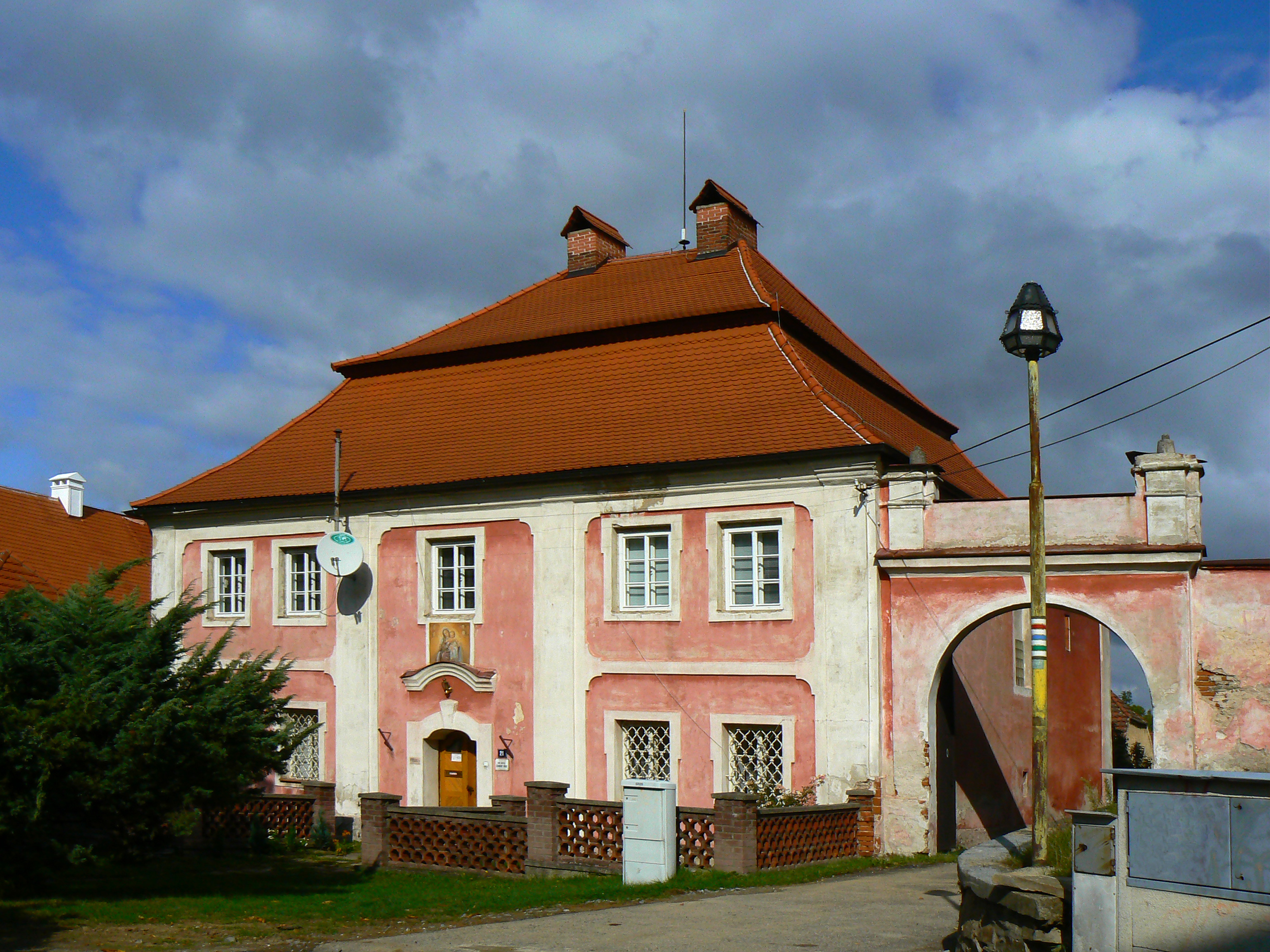
Edificio de la parroquia
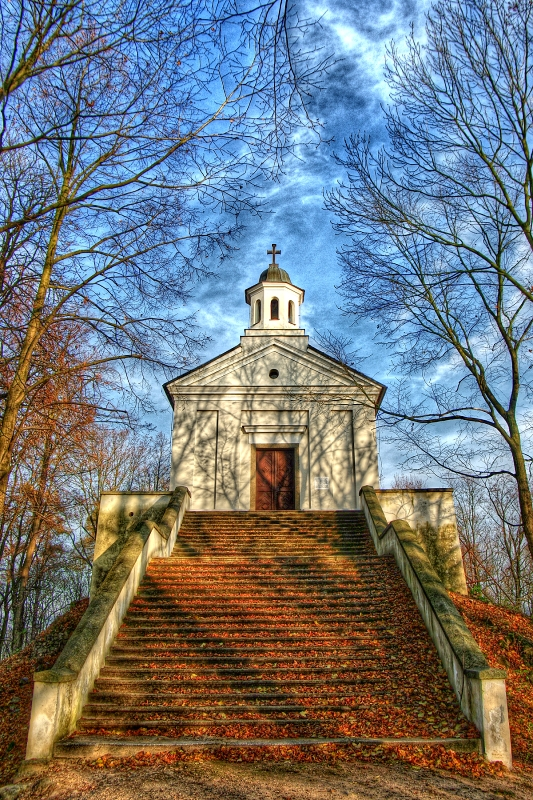
Capilla en Mladá Vožice
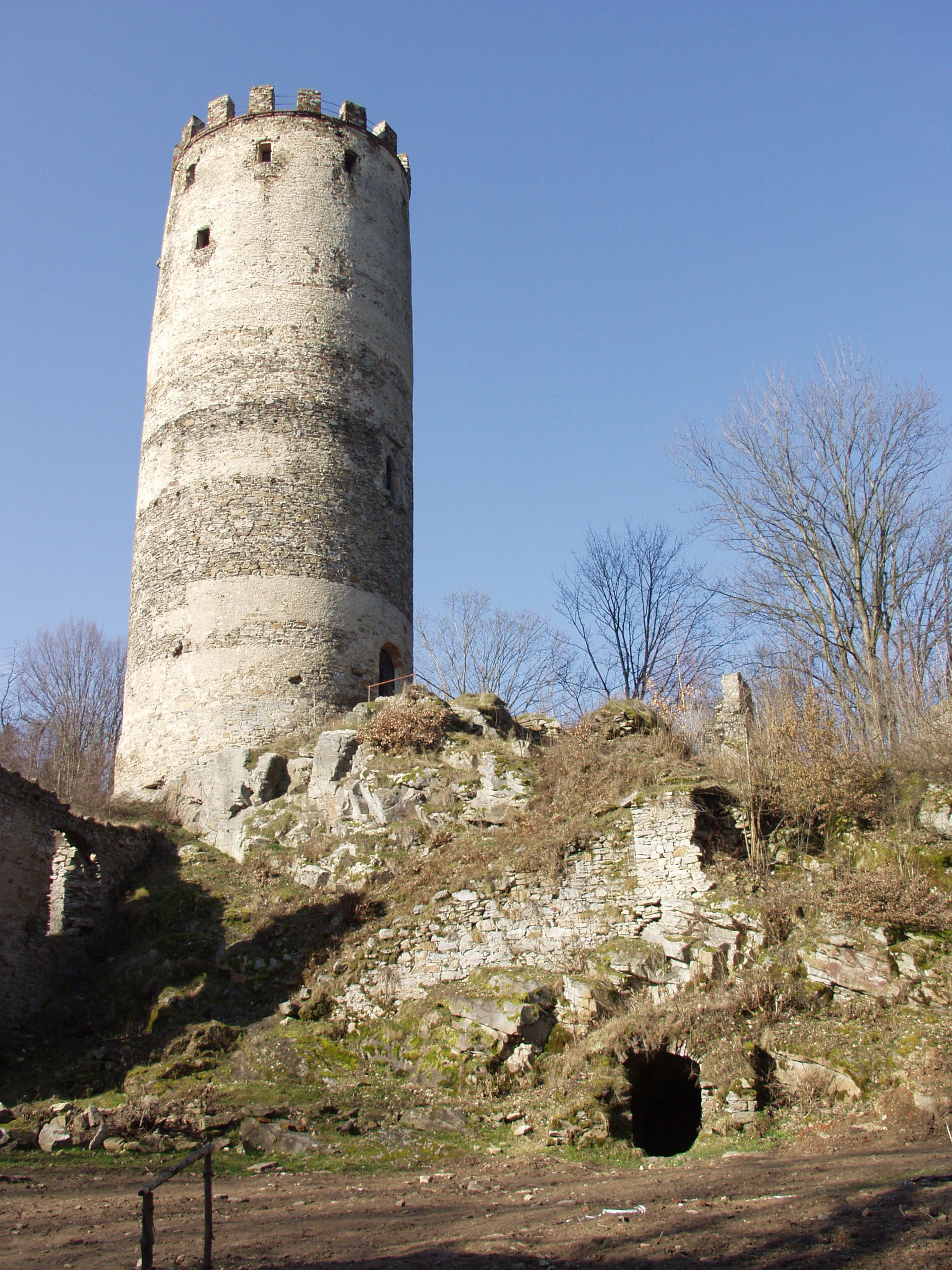
Šelmberk